# Фастнахтшпиль
Фа́стнахтшпиль, фастнахтсшпиль (нем. Fastnacht(s)spiel — масленичное действо) — народное комическое представление в Германии XIV—XV веков, часть карнавального действа. К XVI веку приобрело характер литературного жанра.
В период карнавала перед Великим постом (так называемого фастнахта) у молодёжи было принято рядиться в костюмы и импровизировать сценки на бытовые темы, отличавшиеся грубым юмором и сопровождавшиеся музыкой и танцами. Со временем эти спонтанные представления приобрели более организованный характер, расширился круг тем. Иногда они включали большое число действующих лиц и эпизодов. Кроме того, фастнахтшпиль стал обращаться к литературным источникам и постепенно превратился в самостоятельный литературный жанр. Сюжеты зачастую заимствовались из новелл, фацеций, шванков, античной и рыцарской литературы.
Особую популярность фастнахтшпили приобрели в Нюрнберге. Их авторами были мейстерзингеры, в том числе Ганс Розенплют и Ганс Фольц, а также глава нюрнбергских мейстерзингеров Ганс Сакс, написавший около 85 пьес. Предполагается, что он также руководил постановкой фастнахтшпилей и сам играл в них.
Изначально основной тематикой фастнахшпилей была повседневная жизнь, в том числе буффонадные сценки семейных ссор и потасовок между супругами, но со временем они начали затрагивать вопросы политики и религии и развиваться в сторону социальной сатиры. Острая сатиричность и антиклерикальный характер жанра вызывали протесты феодалов и церкви, и в 1539 году как сами фастнахтшпили, так и карнавальные действа в целом были запрещены.